# 시타 아 시에가스
《시타 아 시에가스》(스페인어: Cita a ciegas)은 2019년 방영된 멕시코의 텔레노벨라이다.